# Schweizer Truppen in fremden Diensten

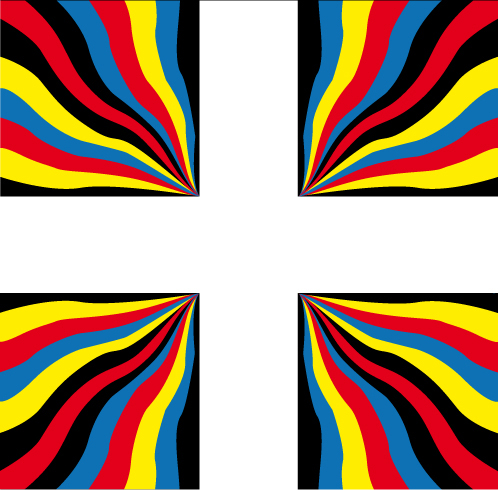
Fahne Schweizergarde-Regiment in Frankreich 1616–1792, 1815–1830

Schweizer Truppen in fremden Diensten hiess der von Behörden der Schweizer Eidgenossenschaft vom 15. bis ins 19. Jahrhundert mit Staatsverträgen geregelte Solddienst von geführten, ganzen Truppenkörpern im Ausland. Hinter dem Ziel, die ungeregelte individuelle Reisläuferei einzudämmen, steckte auch die Absicht, finanzielle Einnahmen zu erzielen.

## Massnahmen der Behörden

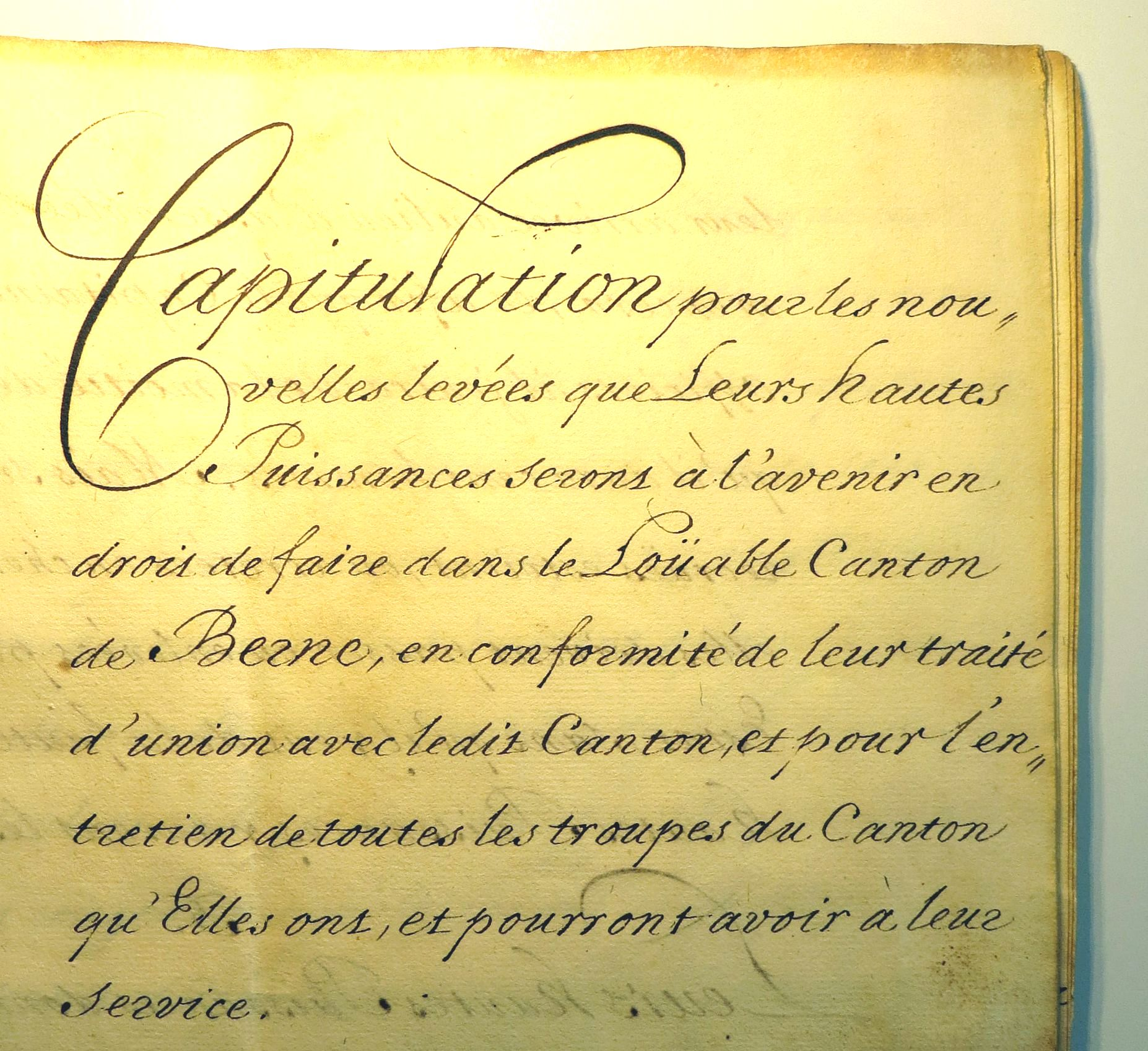
Präambel der Militärkapitulation der niederländischen Generalstaaten mit der Republik Bern vom 8. Januar 1714 (Staatsarchiv Bern)

Im 15. Jahrhundert begannen die Behörden der einzelnen Orte und die Tagsatzung der alten Eidgenossenschaft die ungeregelte individuelle Reisläuferei und deren Auswirkungen, diesen «Export von Blut», durch Staatsverträge in geordnetere Bahnen zu lenken.
Zuerst gestatteten sie unternehmerischen einheimischen Hauptleuten mit privatem Vertrag (Partikularkapitulation) Söldner anzuwerben, schlossen aber schon bald eigene Offensiv- und Defensivverträge mit fremden Fürsten und Staaten ab.
Die Wucht und Disziplin des gegen die habsburgischen und burgundischen Ritterheere erfolgreichen Gewalthaufens der Eidgenossen festigte schon im 15. Jahrhundert deren Ruf der Unbesiegbarkeit und militärischen Marktwert. Die Fürsten Europas, fast dauernd in Kriege gegeneinander verstrickt, waren stark an eidgenössischen Truppen und an dieser besonderen Kampfformation interessiert. Sie bemühten sich immer öfter um offizielle Bündnisverträge mit den eidgenössischen Behörden.
Im Bündnisvertrag wurden die militärischen Belange in einem eigenen Kapitel, der Militärkapitulation, zusammengefasst:
Den ersten eidgenössischen Bündnisvertrag schloss die Tagsatzung 1453 mit dem französischen König Karl VII. ab.
Die mit den Verträgen verbundenen Patronageressourcen wurden teilweise zur gewichtigen Grundlage der Staatsbudgets einzelner Orte, der finanziellen Basis etlicher Führungseliten und des beträchtlichen Reichtums einiger Soldunternehmer.

## Ausländische Vertragspartner
In vier Jahrhunderten sollen zwei Millionen Schweizer in fremde Dienste gezogen (die Hälfte davon nach Frankreich) und jeder Dritte dabei umgekommen sein.

### Frankreich, 1453–1830
Frankreich war der erste und über vier Jahrhunderte der wichtigste Vertragspartner der Eidgenossen mit mehr als 90 Schweizer Verbänden. Sie bildeten mit der Leibgarde der «Hundertschweizer» die erste stehende Schweizer Truppe im Ausland, unterstützten die Königsdynastie der Valois gegen Burgund, die Hugenotten und Habsburg, kamen während der Expansionspolitik der nachfolgenden Bourbonen und schliesslich in und nach den Revolutionszeiten zum Einsatz.

### Heiliger Stuhl, seit 1506
Insgesamt 21 Schweizer Verbände waren am Ausbau des Kirchenstaates beteiligt, stützten die weltliche Politik des Papstes und stellten Leibgarden für ihn (die heutige Schweizergarde) und seine Legaten. Sie konnten um 1870, als Teil von und zusammen mit seinen Truppen, die Integration des Kirchenstaates in den entstehenden italienischen Nationalstaat jedoch nicht verhindern. Mit einer Sonderbewilligung des Bundesrats sind heute noch 110 Schweizergardisten für die persönliche Sicherheit des Papstes verantwortlich.

### Niederlande, 1568–1829
31 Schweizer Verbände sind in niederländische Dienste gezogen: 1568 für den Freiheitskampf der Republik der Vereinigten Niederlande (darunter die Leibgarde Guardes Switsers), im 18. Jahrhundert für die Niederländische Ostindien-Kompanie (nach Afrika und Asien) und im 19. Jahrhundert für die Monarchie des Vereinigten Königreiches der Niederlande.

### Venedig, 1573–1719
Die Republik Venedig wurde in knapp 150 Jahren von 12 Schweizer Verbänden unterstützt. Durch Vasco da Gamas Seeweg nach Indien wirtschaftlich in der Defensive und militärisch durch die Osmanen schrittweise ihrer Kolonien entledigt, musste sie sich 1797 kampflos den napoleonischen Truppen ergeben. Sie wurde 1866 vom italienischen Nationalstaat übernommen.

### Spanien, 1574–1835
Dreissig Schweizer Verbände in spanischen Diensten (zwei davon nicht reguläre Einheiten) unterstützten von 1574 bis 1835 nacheinander die Königsdynastien der spanischen Habsburger und die ihnen auf dem Throne Spaniens nachfolgenden spanischen Bourbonen, sowie kurzzeitig König Joseph I., einen Herrscher von Napoleons Gnaden.

### Genua, 1575–1779
Die Seerepublik Genua stellte 8 Schweizer Verbände in Dienst. Eine davon war eine Schweizer Garde.

### Lothringen, 1581–1767
Das Herzogtum Lothringen leistete sich 1581 eine Schweizergarde. Deren wechselvolle Geschichte endete 1767 in österreichischen Diensten am habsburgischen Hof in Wien.

### Savoyen/Sizilien/Sardinien, 1582–1848
Fünfunddreissig Schweizer Verbände in savoyischen Diensten dienten den Herzögen und später den Königen aus dem Hause Savoyen von 1582 bis 1848 bei ihrem wechselvollen Aufstieg aus dem Piemont über das Königreich von Sizilien zu demjenigen von Sardinien-Piemont. Darunter befand sich auch eine Schweizergarde.

### Kurpfalz, 1582–1777
Die eine Schweizer Truppe in kurpfälzischen Diensten, von den Kurfürsten der Pfalzgrafschaft bei Rhein mehrmals aufgehoben und wiedererrichtet, war eine Schweizer Leib-Garde.

### Strassburg, 1592–1679
Insgesamt acht Schweizer Verbände in strassburgischen Diensten unterstützten die freie Reichsstadt des Heiligen Römischen Reiches Deutscher Nation im Streit um das Bistum Strassburg und – vergeblich – gegen den Expansionsdrang des französischen Sonnenkönigs Ludwig XIV.

### Schweden, 1632–1634
Das Königreich Schweden hatte 1632 während des Dreissigjährigen Krieges drei unbewilligte Schweizer Verbände in seinen Reihen.

### Lucca, 1653–1806
Lucca, der toskanische Stadtstaat, unabhängig bis in die napoleonische Zeit, ging 1861 im Königreich Italien auf. 1653 rekrutierte die Stadt eine Schweizer Palastwache.

### Sachsen, 1656–1814
Von den zwei Schweizer Verbänden der Kurfürsten von Sachsen war nur eine kapituliert: die Schweizergarde.

### Österreich, 1690–1801
Es befanden sich von 1690 bis 1801 sechzehn Schweizer Verbände in österreichischen Diensten, darunter eine Schweizergarde.
Sie dienten, teilweise fremdfinanziert, den Habsburgern, neben zahlreichen Schweizer Söldnern, im Spanischen, im Polnischen und im Österreichischen Erbfolgekrieg sowie in deren schier endlosen Auseinandersetzungen mit Frankreich.

### England/Grossbritannien/Vereinigtes Königreich 1691–1856
Siebzehn Schweizer Verbände in englischen und britischen Diensten waren von 1691 bis 1856 für das Königreich England, das Königreich Grossbritannien (ab 1707) und das Vereinigte Königreich Grossbritannien und Irland (ab 1801) im Einsatz, meist zugunsten von verbündeten Staaten.

### Preussen, 1696–1848
Die Armee von Preussen verfügte über zwei Schweizer Verbände, eine davon war eine Schweizer Palastwache.

### Neapel, 1734–1859

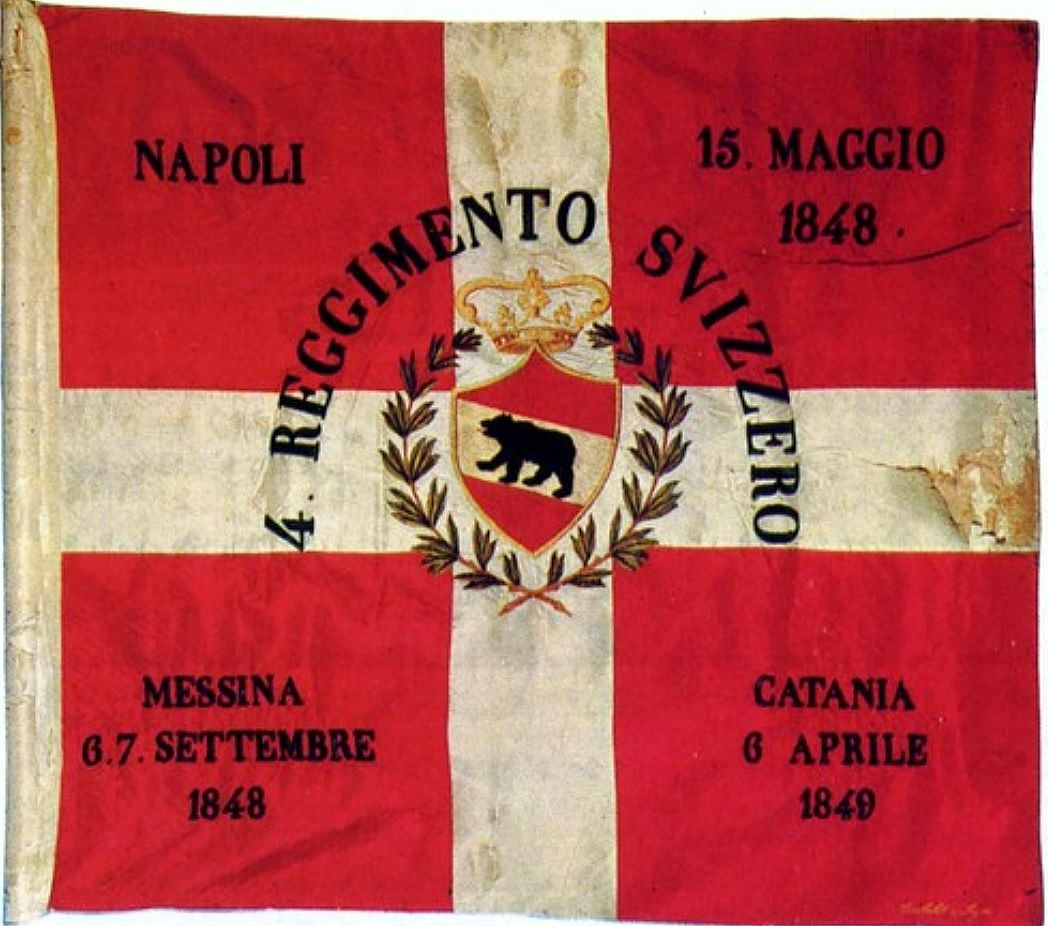
Fahne 4. Schweizer Regiment in Neapel

Das Königreich Neapel wurde ein erstes Mal im 18. Jahrhundert, nach dem ersten Einzug der Bourbonen, und ein zweites Mal im 19. Jahrhundert, nach ihrer Wiedereinsetzung nach einer napoleonischen Phase, Vertragspartner für insgesamt 11 Schweizer Verbände.

### Portugal, 1762–1763
Der Einsatz der beiden Schweizer Verbände in portugiesischen Diensten im Siebenjährigen Krieg endete unrühmlich.

### Brasilien, 1819/1840
Die Anfragen 1819 des Königs und 1840 des Kaisers von Brasilien für Schweizer Truppen im Zusammenhang mit der Gründung der Kolonie Nova Friburgo bzw. der Sezession der Provinz Rio Grande do Sul (Republik Piratini) und weiteren Unruhen hatten keinen Erfolg. Es gab keine Schweizer Truppen in brasilianischen Diensten.

### Ägypten, 1882/1883
Der Khedive Muhammad Tawfiq Pascha setzte 1882 in Alexandria eine nicht reguläre Schweizergarde, als Teil einer Europäischen Garde innerhalb der Gendarmerie, zur Sicherung der Stadt ein.

### Köln und weitere Orte mit grossen Sakralbauten
Kirchenschweizer, in Bischofskirchen auch Domschweizer genannt, ist ein weiteres Beispiel für Schweizer als eine heute noch übliche, nichtmilitärische Berufs- oder Funktionsbezeichnung ohne Bezug zum Schweizer Bürgerrecht.
Angestellt von Diözesen, Kirchgemeinden und Pfarreien sorgen sie in (meist nur noch grösseren) katholischen Gotteshäusern für Ruhe und Ordnung. Im Kölner Dom sind neuerdings sogar Domschweizerinnen im Einsatz.

### Literarische Beispiele
Dänemark
Obwohl die Wachen vor dem königlichen Schloss in Kopenhagen Schweizeren (deutsch: Schweizer) genannt werden und König Claudius in Shakespeares Hamlet nach seinen Schweizer Torwächtern ruft, gab es keine Schweizer Truppen in dänischen Diensten. Es handelt sich vielmehr um ein Beispiel dafür, dass die Bezeichnung Schweizer im europäischen Sprachgebrauch auch zu einem Synonym für einen königlichen Gardesoldaten wurde.
Serbien
Der für Serbien kämpfende Schweizer Artilleriehauptmann "Bluntschli" in George Bernhard Shaws Theaterstück "Helden" und, darauf basierend, in Udo Jürgens Musical "Helden, Helden" als auch im Film "Helden" von Franz Peter Wirth sowie der Schweizer Geschäftsmann "Bumerli" in serbischer Uniform in der Operette "Der tapfere Soldat" von Oscar Straus, sind rein fiktional. Es gab keine Schweizer Truppen in serbischen Diensten.

## Ende der Schweizer Truppen in fremden Diensten 1859
1859 waren für Schweizer Söldnereinsätze verboten worden. Das galt jedoch bis 1927 nicht für nationale Truppen und nicht für die französische Fremdenlegion, da diese nicht als Söldnerheer galt, sondern als nationale Truppe. Eigentlich sollten Bewilligungen nach 1859 erteilt werden unter der Voraussetzung, dass der Dienst des Gesuchstellers in einer fremden Armee zwecks seiner militärischen Weiterbildung geleistet wurde und diese dann später der Schweizer Armee zugutekommen würde.
Schon hunderte Jahre früher waren die in den Bündnisverträgen vereinbarten Zahlungen (Pensionen) an die eidgenössischen Orte, an wichtige Persönlichkeiten, Söldneroffiziere und familiäre Soldunternehmen kritisiert worden. Diebold Schilling schrieb bereits 1483 in einem Entwurf zur Berner Chronik (der dann der Zensur zum Opfer fiel):

«So wart ouch den houptlüten und andern gewaltigen von stetten und lendern ein merglich und gros summ geltes geschenkt, das si ouch williclichen namen und nit versmachten, und wart aber dem gemeinen man nit, die dann stat und land als wol und me dann die gewaltigen mussent behalten. Das bevilhen ich dem almechtigen gotte, der weis ieder man nach sinem verdienen zu belonen.»

Versuche, wie der Pensionenbrief von 1503, sie zu beschränken, blieben erfolglos.
Auch der Zürcher Reformator Huldrych Zwingli predigte 1525 gegen den Solddienst an.
Finanzielle Einzelinteressen korrumpierten auch öfter die Entscheide der Tagsatzung, verunmöglichten eine gemeinsame eidgenössische Aussenpolitik und führten sogar zur verlustreichen Direktbegegnung von Schweizer Truppen auf dem Schlachtfeld in gegnerischen Reihen.
Doch «das Übel sollte selber allmählich die Möglichkeit zu seiner Überwindung schaffen», schrieb 1968 Lorenz Stucki:
Das in die Eidgenossenschaft fliessende Kapital wurde eine wichtige Voraussetzung für die relativ frühe Entwicklung der erfolgreichen schweizerischen Aussenwirtschaft und der Anfänge der Binnenindustrie. Viele Söldneroffiziere nutzten ihre Dienstzeit zum Aufbau von internationalen Beziehungen und für ihre geschäftliche Entwicklung als Handelsherren sowie die Heimarbeit der Bauern zu Hause als günstige Produktionsbasis.

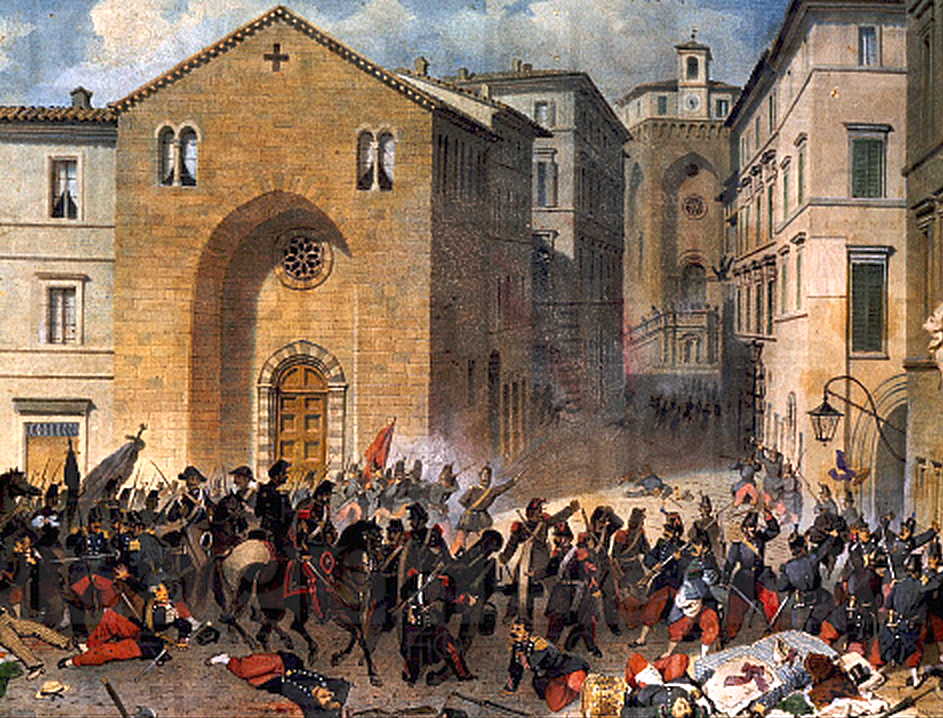
Massaker von Perugia

Die enge Bindung an das mächtige Frankreich sicherte zudem über Jahrhunderte die Westgrenze der Eidgenossenschaft und ihre Handlungsfreiheit gegenüber den übrigen europäischen Mächten. Sie vermittelte dem rückständigen Land auch mannigfaltige kulturelle, architektonische und gesellschaftliche Impulse, nicht zuletzt durch die Französische Revolution 1789, in deren Folge 1798 die Alte Eidgenossenschaft unterging und, nach einigen Geburtswehen, 1848 die Bundesverfassung der Schweizerischen Eidgenossenschaft entstand.
Der nun von liberalen Kräften dominierte junge Bundesstaat schaffte 1849 schrittweise und, nachdem ein Einsatz eines päpstlichen Schweizer Regiments 1859 in Perugia in Kriegsgräueln eskaliert war, den fremden Dienst von Schweizer Truppen endgültig ab, 1927 auch den von einzelnen Bürgern, sofern nicht vom Bundesrat bewilligt.

## Schweizer Bürger in fremden Diensten 1859–1927
Nach dem Bundesgesetz von 1859 war dem Schweizer Bürger der individuelle fremde Dienst nach wie vor erlaubt, solange er seine schweizerische Steuer- und Militärdienstpflicht nicht vernachlässigte.
Einzig, wenn er in fremde, nicht nationale Truppen eintreten wollte, benötigte er die Bewilligung des Bundesrates, der diese «zum Zwecke der Ausbildung im Interesse der Schweizer Armee» erteilen konnte.
Bekannt sind solche Bewilligungsverfahren für sechzehn Armeen.
Das Militärstrafgesetz von 1927 stellte schliesslich auch diesen individuellen fremden Dienst von Schweizer Bürgern generell unter Strafe, sofern er nicht vom Bundesrat bewilligt wurde.

## Schweizer Bürger in fremden Diensten nach 1927

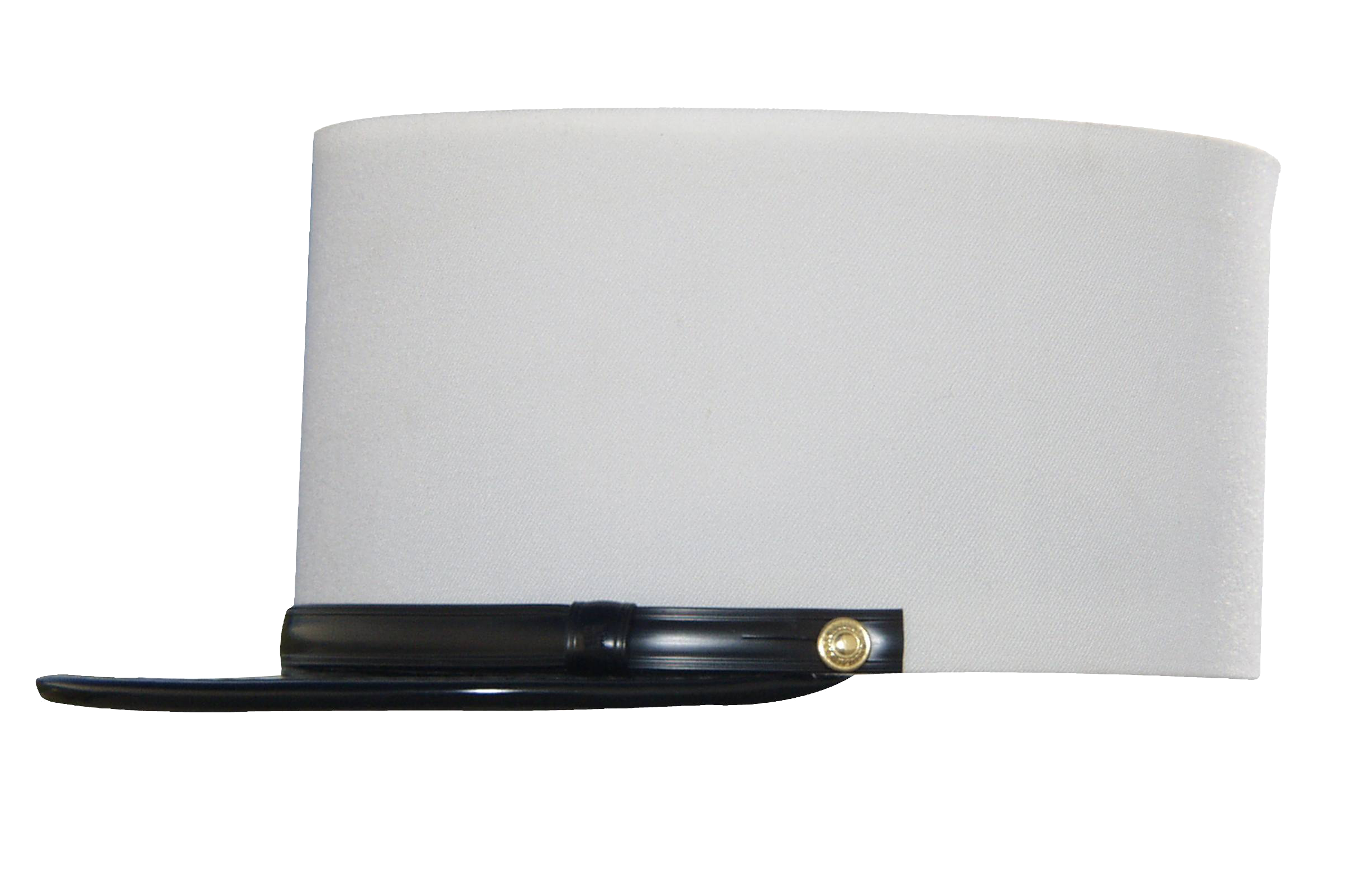
Das weisse Käppi des französischen Fremdenlegionärs

1927 trat der neue Artikel 94 des Militärstrafgesetzes in Kraft, der auch den individuellen fremden Dienst von Schweizer Bürgern unter Strafe stellte und von den eidgenössischen Behörden konsequent angewandt wurde.

### Französische Fremdenlegion
Betroffen vom neuen Regime der Behörden waren vor allem die Söldner der Französischen Fremdenlegion. Ihre genaue Zahl ist nicht bekannt nur die Anzahl Verurteilungen: nach dem Zweiten Weltkrieg waren es um 240 Betroffene jährlich, jetzt noch eine tiefe einstellige Zahl.

### Spanienkämpfer
Auch die rund 800 Schweizerinnen und Schweizer, die im Spanischen Bürgerkrieg 1936–1939 auf der republikanischen Seite in den kommunistischen Internationalen Brigaden gegen den Faschismus der spanischen Falangisten kämpften, wurden hart angefasst. Richard Dindo hat 1974 in seinem Film Schweizer im Spanischen Bürgerkrieg deren Schicksale eindrücklich dokumentiert. Einer ihrer bekanntesten Anführer war Otto Brunner.
Die Spanienkämpfer wurden durch das schweizerische Parlament 2009 schliesslich rehabilitiert und die Urteile gegen sie aufgehoben. Das Rehabilitierungsgesetz galt allerdings nicht für die rund 30 Schweizer in den Reihen des Putschgenerals Francisco Franco.

### Deutsche Wehrmacht und nationalsozialistische Waffen-SS

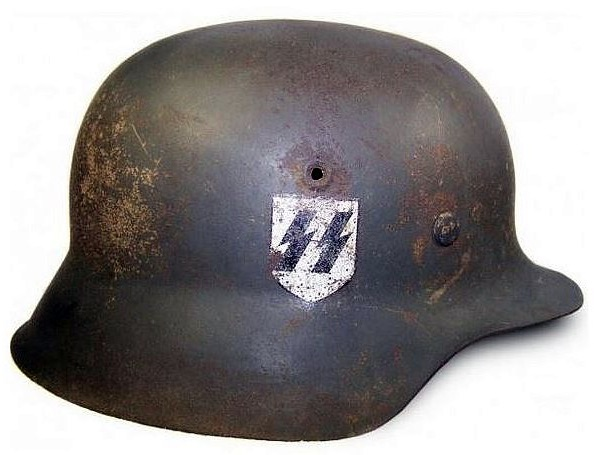
Stahlhelm der Waffen-SS

Ein weiteres Kapitel sind auch die etwa 2000 Schweizer Angehörigen der nationalsozialistischen deutschen Waffen-SS und der deutschen Wehrmacht.
Die Freiwilligen aus allen Gesellschaftsschichten, zwischen 17 und 25 Jahre alt, meist Doppelbürger aus den deutschschweizer Kantonen Bern und Zürich waren nicht alle Nazi-Anhänger. Einige wollten gegen die Bolschewiken kämpfen, entflohen persönlichen Schwierigkeiten oder folgten ganz einfach ihrer Abenteuerlust.
Ranghöhere Schweizer waren beispielsweise Rittmeister Hugo von Senger, SS-Oberführer Johann Eugen Corrodi, SS-Obersturmbannführer Franz Riedweg, SS-Sturmbannführer Heinrich Johann Hersche, SS-Hauptsturmführer Kurt Brüderlin, SS-Untersturmführer Benno Schaeppi, SS-Hauptscharführer Johannes Pauli, berüchtigt der sadistische Konzentrationslager-Funktionshäftling Eugen Wipf.
Auch die Medizinermissionen des Schweizerischen Roten Kreuzes unter Divisionär Eugen Bircher hinterlassen ein zwiespältiges Gefühl.
Die Angehörigen der Wehrmacht und der Waffen-SS wurden nach dem Zweiten Weltkrieg (1939–1945), meist nach längerer Kriegsgefangenschaft und zum Teil in Abwesenheit, verurteilt, 29 Betroffenen sogar die Staatsbürgerschaft entzogen.

### Konflikte in jüngerer Zeit (Naher Osten, Türkei, Ukraine)
In jüngster Zeit wurden nachrichtendienstliche und militärgerichtliche Untersuchungen gegen Schweizer im Einsatz in der Israelischen Armee, mit Blackwater im Irak, im Krieg in der Ukraine, als Kämpfer bei der kurdischen PKK sowie im Bürgerkrieg in Syrien bekannt.

### Dschihad
Auch der Dschihad fand Anhänger: gut 90 Personen sind aus der Schweiz dafür nach Syrien, Irak, Afghanistan, Pakistan, Jemen, Somalia oder den Philippinen gereist, jede Dritte mit Schweizerpass, davon rund zwei Drittel Doppelbürger.
Durch islamistisches Gedankengut Radikalisierte (darunter mehrere Dutzend, teilweise international vernetzte, Risikopersonen) werden vom Nachrichtendienst des Bundes erfasst und vom Bundesamt für Polizei überwacht. Für den Umgang mit ihnen hat der Bundesrat im Rahmen des neuen Nachrichtendienstgesetzes eine spezialisierte Fachstelle geschaffen.
Der Bundesrat will die in kurdischen Gefängnissen einsitzenden Dschihadisten mit Schweizer Pass nicht aktiv zurückführen, prüft jedoch Ausnahmen für die sieben betroffenen Kinder und ihre Mütter. Er unterstützt die Idee zur Schaffung eines internationalen Gerichtshofes vor Ort (z. B. unter Obhut der UNO) zur Aburteilung erwachsener Dschihadisten und erwägt die Möglichkeit des Entzugs des Schweizer Bürgerrechts bei Doppelbürgern.
Aus dem Krisengebiet ausgeschaffte oder freiwillig in die Schweiz zurückkehrende Dschihadreisende sowie straffällige Risikopersonen werden der Schweizer Justiz zugeführt. Im Sommer 2020 waren 70 solche Strafverfahren im Gange.

### Päpstliche Schweizergarde

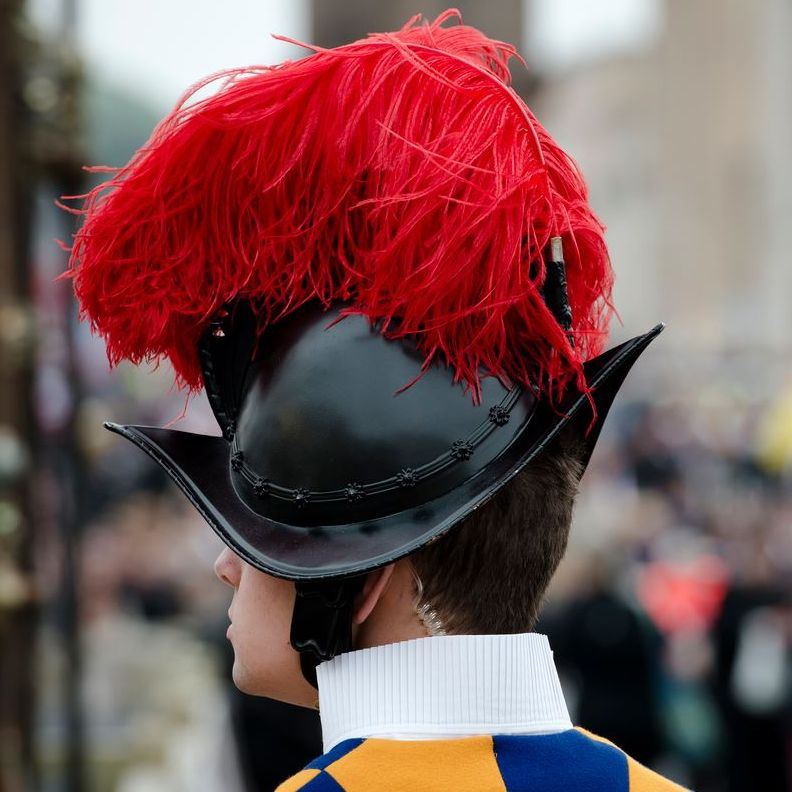
Helm des päpstlichen Schweizergardisten

Die Päpstliche Schweizergarde hat, mit einer Sonderbewilligung des Bundesrates, als einzige Schweizer Truppe aus der Zeit der fremden Dienste bis heute überlebt. Sie wird durch zwei Stiftungen aus der Schweiz finanziell unterstützt. Ihre Ehemaligen sind in einer Vereinigung organisiert. In Naters befindet sich das Gardemuseum.

## Sonderregelungen für Doppelbürger seit 1938
Seit 1938 hat der Bundesrat sieben bilaterale Abkommen abgeschlossen, die es Schweizer Doppelbürgern gestatten, ihre Militärdienstpflicht abweichend von Artikel 94 des Militärstrafgesetzes auch in diesen ausländischen Vertragsstaaten zu erfüllen.
Schweizer Bürger mit einem zweiten Bürgerrecht (Doppelbürger) in Deutschland, Frankreich, USA, Kolumbien, Argentinien, Österreich oder Italien müssen ihren Militärdienst in der Regel nur noch in einem Land leisten. Für die vier direkten Nachbarländer der Schweiz haben sie diesbezüglich Wahlfreiheit.

## Widerstandsorganisation P-26, 1979–1990
1990 wurde die Existenz einer seit 1979 aufgebauten Widerstandsorganisation im damaligen Eidgenössischen Militärdepartement öffentlich. Die durch eine Parlamentarische Untersuchungskommission durchleuchtete, für den Fall einer feindlichen Besetzung der Schweiz aufgebaute Kaderorganisation wurde von einigen Medien als Geheimarmee skandalisiert und vom Bundesrat aufgelöst. Dieser veröffentlichte 2018 den Schlussbericht des Neuenburger Untersuchungsrichters Pierre Cornu von 1991 in anonymisierter Fassung. Er zeigt, dass diese Stay-behind-Organisation namens P-26 auf Fachwissen, Ausbildung und teilweise Führung aus Grossbritannien basierte. Sie wies auch eine gewisse Affinität zu ähnlichen Organisationen im Ausland und zur NATO auf.

## Auslandeinsätze der heutigen Schweizer Armee

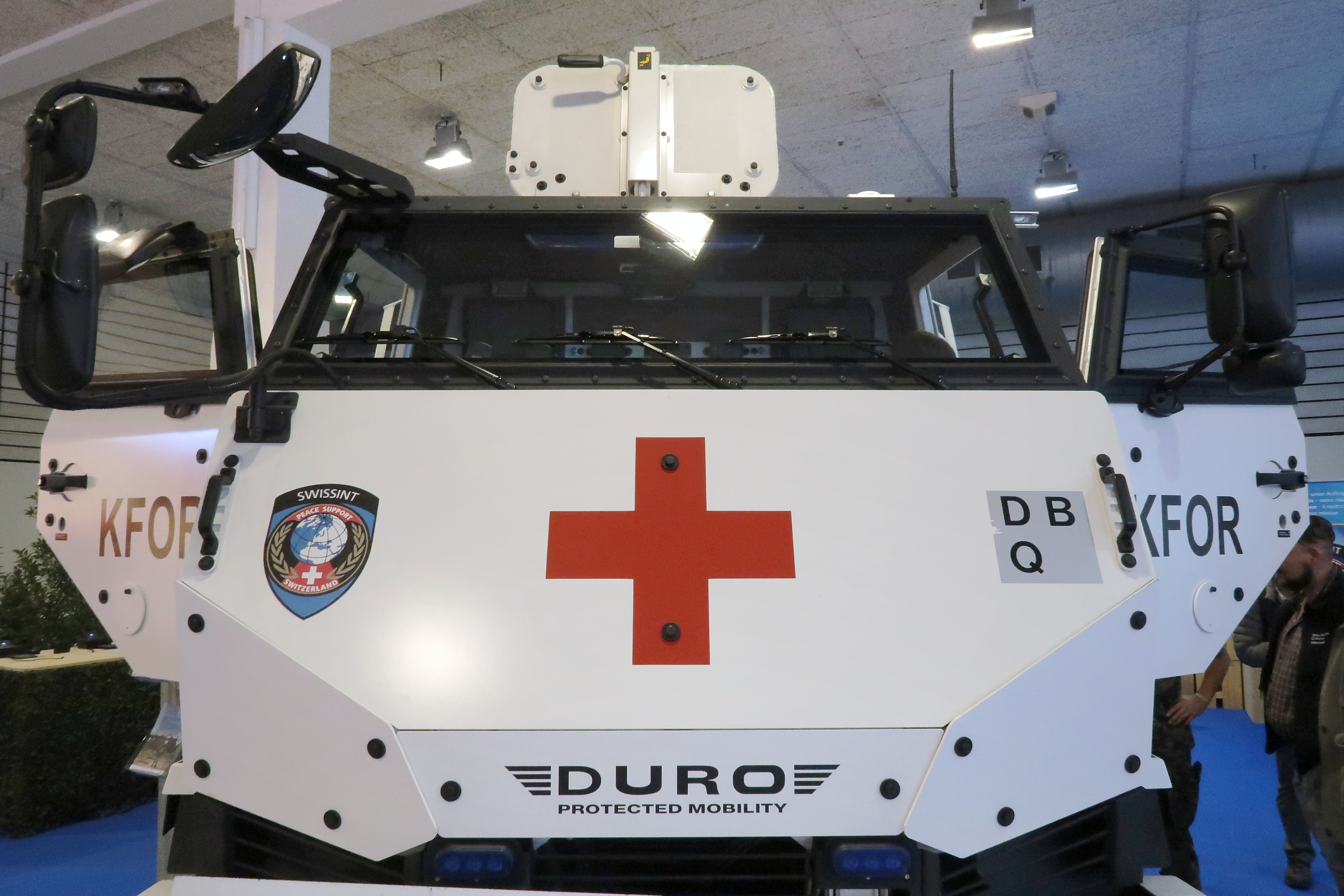
Ambulanz der Swisscoy

Die Schweizer Armee ist gemäss einer ihrer Aufträge (Friedensförderung im internationalen Rahmen) seit 1953 weltweit in verschiedenen Missionen im Einsatz. Der Bundesrat verfügt für Sonderaufgaben im Ausland zudem über die Berufssoldaten des Armee-Aufklärungsdetachement 10 (AAD 10).

## Private Söldnerfirmen in der Schweiz in jüngerer Zeit
Nachdem sich international tätige, private Söldnerfirmen in der Schweiz niederliessen – die britische Aegis Group beispielsweise, die 2010 ihren Holding-Sitz nach Basel verlegte – ergänzten Bundesrat und Parlament den gesetzlichen Rahmen. Das am 1. September 2015 in Kraft getretene Bundesgesetz unterstellte private Sicherheitsdienstleistungen aus der Schweiz im Ausland einer strikten behördlichen Kontrolle und einem internationalen Verhaltenskodex. Durch das Verbot der Teilnahme an Feindseligkeiten und schweren Menschenrechtsverletzungen wurde privaten Söldnerfirmen in der Schweiz die Existenzgrundlage entzogen. In jüngster Zeit findet dieses Söldnergesetz gelegentlich auch auf Industriefirmen Anwendung.